# Followers
Followers ist eine japanische Dramaserie, die am 27. Februar 2020 mit deutscher Synchronisation auf Netflix veröffentlicht wurde. Es handelt sich um die erste Dramaserie von Regisseurin Mika Ninagawa.

## Handlung
Die Serie dreht sich um die pulsierende Hauptstadt Tokio mit ihren ganzen Leben, Farben, Mode und Ehrgeiz sowie dem faszinierenden Lebensstil der dort lebenden Frauen. Limi Nara ist eine berühmte und erfolgreiche Modefotografin, die ihre Karriere mit Fotografien des modernen Tokios vorangebracht hat, in denen sie den Wandel der Stadt und ihrer Menschen festhält. Sie führt privat wie beruflich ein selbstbewusstes und unabhängiges Leben. Im Gegensatz zu ihr steht die junge Nachwuchsschauspielerin Natsume Hyakuta, die auf der Suche nach Selbstvertrauen und einer eigenen Identität immer wieder privat und beruflich Probleme hat. Doch dies ändert sich eines Tages schlagartig, als Limi eine Fotografie von Natsume auf Instagram veröffentlicht. Das Leben von Natsume sowie das der Menschen in ihrem Umfeld prallen im grellen Tokio aufeinander, während sie versuchen, ihren Stellenwert und ihren Status zu verteidigen und zugleich ihren Herzen, Träumen und den sozialen Netzwerken zu folgen. Alle diese Frauen versuchen, ihren eigenen Weg zum Glück und zur Liebe zu finden.

## Besetzung und Synchronisation
Die deutschsprachige Synchronisation entstand nach den Dialogbüchern von Ellen Scheffler und Susanne Schwab sowie unter der Dialogregie von Zoë Beck und Susanne Schwab durch die Synchronfirma VSI Synchron in Berlin.
| Rolle           | Schauspieler     | Synchronsprecher     |
| --------------- | ---------------- | -------------------- |
| Limi Nara       | Miki Nakatani    | Carolina Vera        |
| Natsume Hyakuta | Elaiza Ikeda     | Victoria Frenz       |
| Yuruco          | Nobuaki Kaneko   | Dirk Stollberg       |
| Sunny           | KOM I            | Esra Vural           |
| Eriko Tajima    | Mari Natsuki     | Sabine Walkenbach    |
| Akane Gunjyo    | Yuka Itaya       | Yara Blümel          |
| Nori            | Yutaro           | Imme Aldag           |
| Hiraku Noma     | Shuhei Uesugi    | Sebastian Kluckert   |
| Yagi            | Hiroki Sano      | Julian Tennstedt     |
| Sueo            | Shô Kasamatsu    | Florian Clyde        |
| Tamio Mochizuki | Tadanobu Asano   | Nils Nelleßen        |
| Sayo            | Mika Nakashima   | Daniela Grubert      |
| Chidori Hosaka  | Rino Katase      | Sabina Trooger       |
| Hiroshi Wada    | Hidekazu Mashima | Thomas Schmuckert    |
| Yoko            | Aki Yashiro      | Arianne Borbach      |
| Erika Sawajiri  | Erika Sawajiri   | Jelena Baack         |
| Yu Yamada       | Yu Yamada        | Isabelle Höpfner     |
| Hiarai-chan     | Mikoto Hibi      | Christina Wöllner    |
| Minori          | Leina Ikehata    | Annika Tenter        |
| Miyavi          | Miyavi           | Dennis Sandmann      |
| Yamada          |                  | Benjamin Kiesewetter |
| Hamada          |                  | Rainer Fritzsche     |
| Sasaki          |                  | Tanja Fornaro        |
| Kurita          |                  | Otto Strecker        |

## Episodenliste
| Nr.                                                                          | Deutscher Titel | Originaltitel | Regie         | Drehbuch                                   |
| ---------------------------------------------------------------------------- | --------------- | ------------- | ------------- | ------------------------------------------ |
| 1                                                                            | Hashtag         | ハッシュタグ  | Mika Ninagawa | Yuri Kanchiku, Kouta Ooura & Mika Ninagawa |
| 2                                                                            | Login           | ログイン      | Mika Ninagawa | Yuri Kanchiku, Kouta Ooura & Mika Ninagawa |
| 3                                                                            | Suche           | 探索          | Mika Ninagawa | Yuri Kanchiku, Kouta Ooura & Mika Ninagawa |
| 4                                                                            | Flaming         | 炎上          | Mika Ninagawa | Yuri Kanchiku, Kouta Ooura & Mika Ninagawa |
| 5                                                                            | Bug             | 不具合        | Mika Ninagawa | Yuri Kanchiku, Kouta Ooura & Mika Ninagawa |
| 6                                                                            | Blockiert       | 入力停止      | Mika Ninagawa | Yuri Kanchiku, Kouta Ooura & Mika Ninagawa |
| 7                                                                            | Favoriten       | お気に入り    | Mika Ninagawa | Yuri Kanchiku, Kouta Ooura & Mika Ninagawa |
| 8                                                                            | Neustart        | 再起動        | Mika Ninagawa | Yuri Kanchiku, Kouta Ooura & Mika Ninagawa |
| 9                                                                            | Follower        | フォロワー    | Mika Ninagawa | Yuri Kanchiku, Kouta Ooura & Mika Ninagawa |
| Am 27. Februar 2020 wurden alle Folgen der Serie bei Netflix veröffentlicht. |                 |               |               |                                            |